# Non-refoulement
Non-refoulement is een basisbeginsel van internationaal recht dat een verbod oplegt aan een land dat asielzoekers of vluchtelingen ontvangt, om deze personen terug te sturen naar een land waar zij vervolging te vrezen hebben vanwege ras, godsdienst of politieke overtuiging, of omdat zij tot een bepaalde sociale groep behoren of een bepaalde nationaliteit hebben. Het principe is neergelegd in artikel 33 van het Vluchtelingenverdrag, en waar het mogelijke foltering betreft, in artikel 3 van het Europees Verdrag voor de Rechten van de Mens.  
Sedert de aanslagen op 11 september 2001 wordt echter wel de vraag opgeworpen in hoeverre de uitwijzing kan voor personen die worden beschouwd als een risico voor de nationale veiligheid.

## Internationaal gewoonterecht
Het basisbeginsel uit het Vluchtelingenverdrag heeft zich in de loop der jaren na inwerkingtreding van het verdrag ontwikkeld tot internationaal gewoonterecht en geldt voor alle personen, ongeacht een status als vluchteling of niet. Internationaal gewoonterecht vloeit voort uit de praktijk van staten, zoals deze wordt weergegeven in militaire handleidingen, nationale wetgeving, rechtspraktijk en officiële verklaringen. Een regel wordt als gewoonte beschouwd wanneer het een wijdverspreide, representatieve en vrijwel uniforme praktijk van staten aanvaardt als recht.

## Europees Hof voor de Rechten van de Mens
Het Hof leidt het principe van non-refoulement af uit artikel 3 van het Europees Verdrag voor de Rechten van de Mens in de zaak Soering tegen Verenigd Koninkrijk. In deze zaak stond een Duitser op het punt om uitgeleverd te worden door het VK aan de VS voor vermoedelijke moorden. In de VS stond echter de doodstraf op moord, en een uitlevering zou dus neerkomen op een schending van artikel 3. Soering werd uiteindelijk toch uitgeleverd, maar onder de voorwaarde dat hij niet de doodstraf zou krijgen. In de VS kreeg Soering een gevangenisstraf.
In El Masri tegen de Voormalige Joegoslavische Republiek Macedonië werd een Duitser die zich in Macedonië bevond door de CIA overgebracht naar Kaboel, om aldaar gemarteld te worden in een gevangenis. Aangezien dit gebeurde met goedkeuring van Macedonië, werd artikel 3 geschonden. In deze zaak werd artikel 3 zelfs in elk aspect geschonden (zowel marteling, onmenselijke en vernederende behandeling, als non-refoulement).